# Mort River
Mort River är ett vattendrag i Australien. Det ligger i delstaten Queensland, omkring 1 400 kilometer nordväst om delstatshuvudstaden Brisbane.
Omgivningarna runt Mort River är i huvudsak ett öppet busklandskap. Trakten runt Mort River är nära nog obefolkad, med mindre än två invånare per kvadratkilometer. Genomsnittlig årsnederbörd är 247 millimeter. Den regnigaste månaden är februari, med i genomsnitt 75 mm nederbörd, och den torraste är augusti, med 1 mm nederbörd.